# Müller Róbert
Müller Róbert (Szombathely, 1944. január 13. –) régész.

## Élete
1962-ben érettségizett keszthelyi Vajda János Gimnáziumban. 1962–1967 között végzett az Eötvös Loránd Tudományegyetem régészet, 1967–1969 között történelem levelező szakán. 1971-től egyetemi doktor, 1978-tól kandidátus, 2013-tól az MTA doktora. 1967–1970 között a zalaegerszegi Göcseji Múzeum munkatársa, 1970-től a keszthelyi Balatoni Múzeum muzeológusa, 1977-től tudományos főmunkatársa, 1979–2005 között múzeumigazgató.
1980–1984 a keszthelyi Agrártudományi Egyetem, 1995–2000 között a Georgikon Agrártudományi Egyetem, 2005–2006-ban a Pécsi Tudományegyetem oktatója, 2014-től a Pécsi Tudományegyetem Interdiszciplináris Doktori Iskolájának oktatója. 2009-ben címzetes egyetemi docenssé nevezték ki. Ásatott többek között Gyenesdiáson, Esztergályhorvátiban, Hévízen, Keszthely-Fenékpusztán, Letenyén, Várvölgyön, Zalalövőn, Zalaszabaron és Zalaszentjakabon. Kutatási területe: késő római emlékanyag, római kontinuitás, a népvándorlás kor régészete, a vaseszközök kutatása, Keszthely története.
1968–tól tagja a Régészeti és Művészettörténeti Társulatnak, 1990-től az MTA Régészeti Bizottságának, 1990-1996, 2002-2004 az OTKA régészeti szakbizottságának, 2002-2008 tagja, 2008-2012 elnöke a KÖH Ásatási Bizottságának, 2006–tól alapító tagja a Magyar Régész Szövetségnek. 1994-2006 tagja Keszthely város képviselő testületének. 1995-2010 Az Újkori Középiskolás Helikoni Ünnepségek Alapítvány kuratóriumának elnöke.

## Művei
- 1971 A zalalövői császárkori tumulusok. Arch. Ért. 98, 3–24.
- 1971 Régészeti terepbejárások a göcseji "szegek" vidékén és településtörténeti tanulságaik. Zalaegerszeg.
- 1978 V. századi bronzműves műhely maradványai Keszthely-Fenékpusztáról. Arch. Ért. 105, 11–29.
- 1982 A mezőgazdasági vaseszközök fejlődése Magyarországon a késővaskortól a törökkor végéig. Zalai Gyűjtemény 19/I-II. Zalaegerszeg.
- 1989 Vorbericht über die Freilegung des Grabes eines hohen Militärs der Mittelawarenzeit in Gyenesdiás. Comm. Arch. Hung. 1989, 141–164.
- 1992 Neue archäologische Funde der Keszthely Kultur. In: Falko Daim (szerk.): Awarenforschungen. Wien, 251–307.
- 1992 Gräberfeld und Siedlungsreste aus der Karolingerzeit von Zalaszabar-Dezsősziget. In: L. Török (szerk.): Die Karolingerzeit im unteren Zalatal. Antaeus 21, 271–336, 551–572.
- 2004 Régészeti összefoglaló az Esztergályhorváti-Alsóbárándpusztán feltárt Karoling-kori temetőről. In: Tóth G. (szerk.): Karoling-kori emlékek. Szombathely, 9–31.
- 2008 Die früh- und mittelawarenzeitlichen Bestattungen des Gräberfeldes von Gyenesdiás. Antaeus 29-30, 279–300.
- 2010 Karolingerzeitliche Bestattungen in Keszthely-Fenékpuszta. Antaeus 31-32, 173–197.
- Die Gräberfelder von Keszthely-Fenékpuszta, Ödenkirche-Flur; MTA BTK Régészeti Intézet–Geisteswissenschaftliches Zentrum Geschichte und Kultur Ostmitteleuropas–Balatoni Múzeum–VML, Bp.–Leipzig–Keszthely–Rahden, 2014 (Castellum Pannonicum Pelsonense)

## Elismerései
- 1989 Kuzsinszky Bálint-emlékérem
- 1996 Zala Megye Alkotói Díja
- 2004 Magyar Köztársasági Érdemrend lovagkeresztje
- 2011 Schönvisner István-emlékérem
- 2012 Rómer Flóris-emlékérem